# Gaius Calpurnius Piso (Konsul)
Gaius Calpurnius Piso († 19. April 65) war ein römischer Politiker, Redner und Literaturmäzen aus dem Geschlecht der Calpurnier. Er ist hauptsächlich für die Teilnahme an der nach ihm benannten Pisonischen Verschwörung gegen Nero aus dem Jahr 65 bekannt, nach deren Misslingen er Selbstmord beging.

## Leben
Durch ein beachtliches Erbe mütterlicherseits war er zu einem enormen Vermögen gekommen. Er stammte aus höchstem Adel und war durch seinen Vater mit vielen Familien der römischen Aristokratie verwandt. Ihm wurden Höflichkeit, Treue, Freimut und Neidlosigkeit bescheinigt. Darüber hinaus war er rhetorisch geschickt, sang, dichtete, spielte Lyra und deklamierte. Ebenso war er ein guter Fechter und Brettspieler. Beim Volk war er sehr beliebt wegen seiner Freigebigkeit; Darüber hinaus unterstützte er Dichter und Bedürftige. Mitgliedern aus der Plebs verhalf er zum Ritterstand. Andererseits wird er aber auch als leichtsinnig beschrieben und besaß einen Hang zur übermäßigen Prachtliebe. Vermutlich bezieht sich Calpurnius Siculus auf ihn, wenn er von Meliboeus spricht; sicher ist er das Subjekt der Lobschrift De laude Pisonis. Im Mai 38 wurde er in das Kollegium der Arvalbrüder kooptiert.
Sein Privatleben wurde durch Caligula gestört, der ihn 38 n. Chr. zwang, sich an seinem Hochzeitstag von seiner Braut Livia Orestilla zu trennen, um sie selbst zu heiraten. Nur wenige Tage später ließ der Kaiser sich wieder scheiden. Zwei Monate oder Jahre später wurden beide von Caligula verbannt, der ihnen vorwarf, ihre Beziehung wieder aufgenommen zu haben. Nach dem Regierungsantritt des Claudius 41 wurde Piso aus der Verbannung zurückgerufen und bekleidete unter Claudius das Suffektkonsulat. Das Jahr ist nicht bekannt. Über Livia Orestilla wird nichts weiter mitgeteilt, aber vielleicht war sie die Ehefrau, von der Tacitus schreibt, dass Pisos Liebe zu ihr wohlbekannt sei.

## Rolle in der „Pisonischen Verschwörung“
Mit Nero war Piso aufgrund gemeinsamer musischer und literarischer Interessen anfangs freundschaftlich verbunden. Seit Beginn der 60er Jahre sammelte sich jedoch eine Gruppe sehr unterschiedlicher Menschen mit unterschiedlichen Motivationen um Piso, zu denen auch Neros Berater Seneca zählte, mit dem Plan, sich Neros zu entledigen. Die Bezeichnung Pisonische Verschwörung ist aber irreführend, denn schon Tacitus schrieb, dass nicht genau bekannt sei, wer der eigentliche Urheber der Verschwörung war. Auch scheint Piso nicht so viel an Neros Tod gelegen zu haben, dass er bereit gewesen wäre, das Attentat in seiner Villa in Baiae, wo Nero ihn öfters privat besuchte, ausführen zu lassen und damit das Gastrecht zu verletzen. Es kann jedoch auch vermutet werden, dass er befürchtete, bei einem Anschlag außerhalb von Rom seinen eigenen Ambitionen zu schaden. Stattdessen wurde beschlossen, Nero bei den Spielen anlässlich der Cerialia am 19. April 65 n. Chr. zu ermorden, bei denen der Kaiser vor der gesamten römischen  Öffentlichkeit als Künstler auftreten wollte, was in den Augen der Verschwörer eine Verunglimpfung nicht nur seines Amtes, sondern auch aller traditionellen Sitten darstellte. Piso sollte mit Claudia Antonia, der Tochter des Claudius, beim Ceres-Tempel warten und nach erfolgtem Mord vor die Prätorianer treten. Ob er vorhatte, durch eine Ehe mit einer Kaisertochter seinen Anspruch auf den Kaiserthron zu legitimieren, ist fraglich. Schließlich war Piso glücklich verheiratet.
Nach dem Verrat der Verschwörung verzichtete Piso entgegen allen Ratschlägen darauf, zum Aufstand aufzurufen, sondern erwartete zu Hause den Tod. Ehe die zu seiner Verhaftung ausgesandten Rekruten ihn festnehmen konnten, beging er Selbstmord.
Es wird die These vertreten, dass Piso nur ein Strohmann war und die wahren Drahtzieher im Hintergrund agierten. Dieser Eindruck wird bestärkt durch die Aussage des Subrius Flavius, dass der Staat kaum an Ansehen gewinne, wenn man einen Zitherspieler wegjage, um ihn durch einen tragischen Schauspieler zu ersetzen. Ein weiteres Argument hierfür ist das von Tacitus erwähnte Gerücht, dass Piso von Subrius Flavius und den anderen Centurionen nach der erfolgreichen Machtübernahme getötet werden und der Staat in die Hände Senecas gelegt werden sollte. Jedenfalls brauchten die Verschwörer nach dem Anschlag einen geeigneten Nachfolger für Nero; Piso schien hierfür auf Grund seiner oben bezeichneten Eigenschaften geeignet gewesen zu sein, zumindest übergangsweise. Motive für die Teilnahme an der Verschwörung zu erkennen, fällt jedoch schwer. Zum einen wird nichts über unter Nero erlittenes Unrecht berichtet und zum anderen verneint Tacitus, dass Pisos persönlicher Ehrgeiz den Ausgangspunkt für die Verschwörung gebildet habe. Vielleicht wurde er von den späteren Mitverschworenen einfach nur dazu gedrängt, die Führung zu übernehmen. Letztendlich jedoch bleiben Pisos Gründe für seine Teilnahme bisher unbekannt.